# تفضيل ظاهر
التفضيل الظاهر (بالإنجليزية: Revealed preference)‏، هي طريقة لتحليل الخيارات التي يتخذها الأفراد قام بكشفها الاقتصادي الأمريكي بول سامويلسون، وتستخدم في الغالب لمقارنة تأثير السياسات على سلوك المستهلك. وتفترض هذه النماذج أن تفضيلات المستهلكين يمكن الكشف عنها من خلال العادات الشرائية. وهي طريقة لتقييم خيارات قيمة ممكنة أو لتحديد فائدة (تفضيلات المستهلك) تعتمد على ملاحظة سلوك المستهلك.